# Fatah Tanzim
Fatah Tanzim oder Tanzim (Al-Tanzim, arabisch التنظيم, DMG at-Tanẓīm, dt.: „die Organisation“) ist eine militante Faktion der palästinensischen Fatah-Bewegung.

## Geschichte
Die Tanzim-Miliz wurde 1995 von Yasser Arafat und anderen Fatah-Anführern gegründet, um palästinensischem Islamismus zu begegnen. Sie wird als bewaffneter Arm der Fatah innerhalb ihrer Führerstruktur gesehen. Der anerkannte Anführer der Tanzim ist Marwan Barghouti. 2017 war er in Israel für fünf aufeinanderfolgende Verurteilungen zu je lebenslänglich für Mord im Gefängnis. Berichten zufolge hat er eine große Anhängerschaft unter den Gegnern des Interimsabkommens über das Westjordanland und den Gazastreifen (Oslo II; Taba) vom 28. September 1995 mit Israel.
Die Tanzim ist eine Basisorganisation, die Anhänger vor allem in lokalen Gemeinschaften hat. Durch die harte Position gegenüber Israel hat sie dazu beigetragen, die Unterstützung der Palästinenser von islamistischen Gruppen zur Palästinensischen Autonomiebehörde und zur Führung der PLO abzuziehen.
Die Tanzim wurde bekannt durch Straßenkämpfe am Beginn der Zweiten Intifada. Ihre Mitglieder sind gewöhnlich jünger als diejenigen anderer Fatah-Faktionen. Viele von ihnen sind in der Post-Oslo-Ära aufgewachsen und viele Mitglieder der Tanzim haben sich auch den al-Shaid Yasser Arafat Brigades (al Aqsa Martyrs’ Brigades) angeschlossen. Tanzim hat zudem auch weibliche Selbstmordattentäter angeworben. Beispielsweise Andaleeb Takatka, eine 20-Jährige aus Bethlehem, die sich im April 2002 an einer Bushaltestelle in Jerusalem in die Luft sprengte, wobei sie sechs israelische Zivilisten tötete und sechzig verletzte. Barghouti verurteilte explizit Terrorattacken im Gebiet von Israel. Er schrieb:

„Während ich und die Fatah-Bewegung, zu der ich gehöre, Attacken und Zivilisten als Ziele im Gebiet von Israel, unserem zukünftigen Nachbarn, entschieden verurteilen, nehme ich mir das Recht, mich selbst zu schützen, der israelischen Besetzung meines Landes zu widerstehen und für meine Freiheit zu kämpfen.“

Am 15. Februar 2015 verhaftete die israelische Armee Jamal Abu Lel. Die Anklage lautete, dass er „der Kopf der terroristischen Organisation Tanzim“ sei und die Organisation vom Flüchtlingslager Qalandiya aus geführt habe, während er eine israelische Aufenthaltserlaubnis besessen hatte. Sein eingetragener Wohnort war in Kfar Aqab, auf der anderen Seite des Flughafens Atarot von Qalandiya. Abu Lel wird von Schin Bet verdächtigt, terroristische Attentate und Schießereien gegen Israelis zu finanzieren und anzuleiten.

## Angriffe gegen Militärs und Zivilisten
Die Fatah Tanzim hat sich zu verschiedenen Attacken gegen israelische Zivilisten und Militärs bekannt. Im Folgenden eine unvollständige Liste:
- 19. April 1998: Tötung eines amerikanisch-israelischen Farmers auf der Ma’on Farm bei Hebron.
- 14. Januar 2001: Fatah und Hamas bekannten sich zum Mord an einem Israeli, dessen Leichnam in einem Gewächshaus im Gazastreifen gefunden wurde.
- 17. Januar 2001: Drei Revolvermänner ermorden einen 16-jährigen Israeli, der im Internet durch eine Frau in eine Falle gelockt worden war.
- 25. Januar 2001: Ermordung eines Israeli in Atarot
- 1. Februar 2001: Ermordung eines Fahrers
- 11. Februar 2001: Ermordung eines Fahrers
- 26. März 2001: Ein 10 Monate altes Kind wurde durch einen Heckenschützen ermordet
- 15. Mai 2001: Drei Israelis aus einer Familie wurden auf der Fahrt am Alon Highway ermordet
- 18. Mai 2001: Ermordung von Mutter und Sohn nördlich von Jerusalem
- 23. Mai 2001: Ermordung eines Fahrers außerhalb von Ariel
- 25. Mai 2001: Verbrennung eines Israeli
- 31. Mai 2001: Mord nördlich von Tulkarm
- 12. Juni 2001: Ermordung von Georgios Tsiboutzakis
- 18. Juni 2001: Ermordung eines Fahrers bei Tulkarm
- 20. Juni 2001: Ermordung eines Händlers bei einem palästinensischen Geschäftspartner in Silat a-Dahar
- 12. Juli 2001: Ermordung eines Fahrers bei Kiryat Arba durch vier Terroristen
- 13. Juli 2001: Ermordung eines Beamten, der die Stelle des Anschlages vom Tag davor inspizierte
- 26. Juli 2001: Ermordung eines Fahrers bei Givʿat Seʾev
- 12. Dezember 2001: Anschlag auf einen Bus mit 11 Todesopfern (Fatah und Hamas)
- 15. Januar 2002: 2001 Ermordung einer 45-jährigen Frau an einer Tankstelle bei Givʿat Seʾev
- 16. Januar 2002: Ermordung eines arabischen Einwohners von Beit Hanina, welcher fälschlich für einen Israeli gehalten wurde
- 27. Januar 2002: Eine Selbstmordattentäterin tötet und verwundet 150 Personen in Jerusalem
- 6. Februar 2002: Ermordung einer 11-Jährigen und ihrer Mutter in Moschav Hamra (Fatah und Hamas)
- 9. Februar 2002: Ermordung einer Fahrerin und Verletzung ihres Sohnes
- 27. Februar 2002: Zwei Fatah-Gruppen bekennen sich zu einer Schießerei eines palästinensischen Arbeiters gegen seinen Arbeitgeber in Atarot
- 11. Mai 2003: Ermordung eines Fahrers bei Ofra (Fatah und PFLP)
- 17. April 2004: Selbstmordattentat an dem Grenzposten Erez, bei welchem drei Grenzposten getötet wurden (Fatah und Hamas)
- 2. Mai 2004: Ermordung einer Mutter und ihrer vier Töchter während einer Autofahrt (Fatah und Islamic Jihad)
- 12. August 2004: Selbstmordattentat mit der Tötung von sechs israelischen Grenzposten, zwei palästinensischen Zivilisten und Verletzung von 12 Palästinensern in Kalandiyah.
- 24. Juni 2005: Ermordung von zwei Israelis bei Hebron (Fatah und Islamic Jihad)